# 122554 Josehernandez
122554 Josehernandez este o planetă minoră (asteroid) din centura de asteroizi. A fost descoperită pe 25 august 2000 la Observatorio de Cerro Tololo⁠(d) de Marc Buie⁠(d). 
Obiectul prezintă o orbită caracterizată de o semiaxă mare de 2,4128814268859 UAi, o excentricitate de 0,14497839379824, o înclinație de 1,4557169271238 ° în raport cu ecliptica.